# Liste von Reisezugwagen der ŽPCG
Dies ist eine vollständige Liste der Reisezugwagen der ŽPCG (Željeznički prevoz Crne Gore), des Betreibers des Personenzugverkehrs in Montenegro, im Aktivzustand zum Stand Januar 2019.

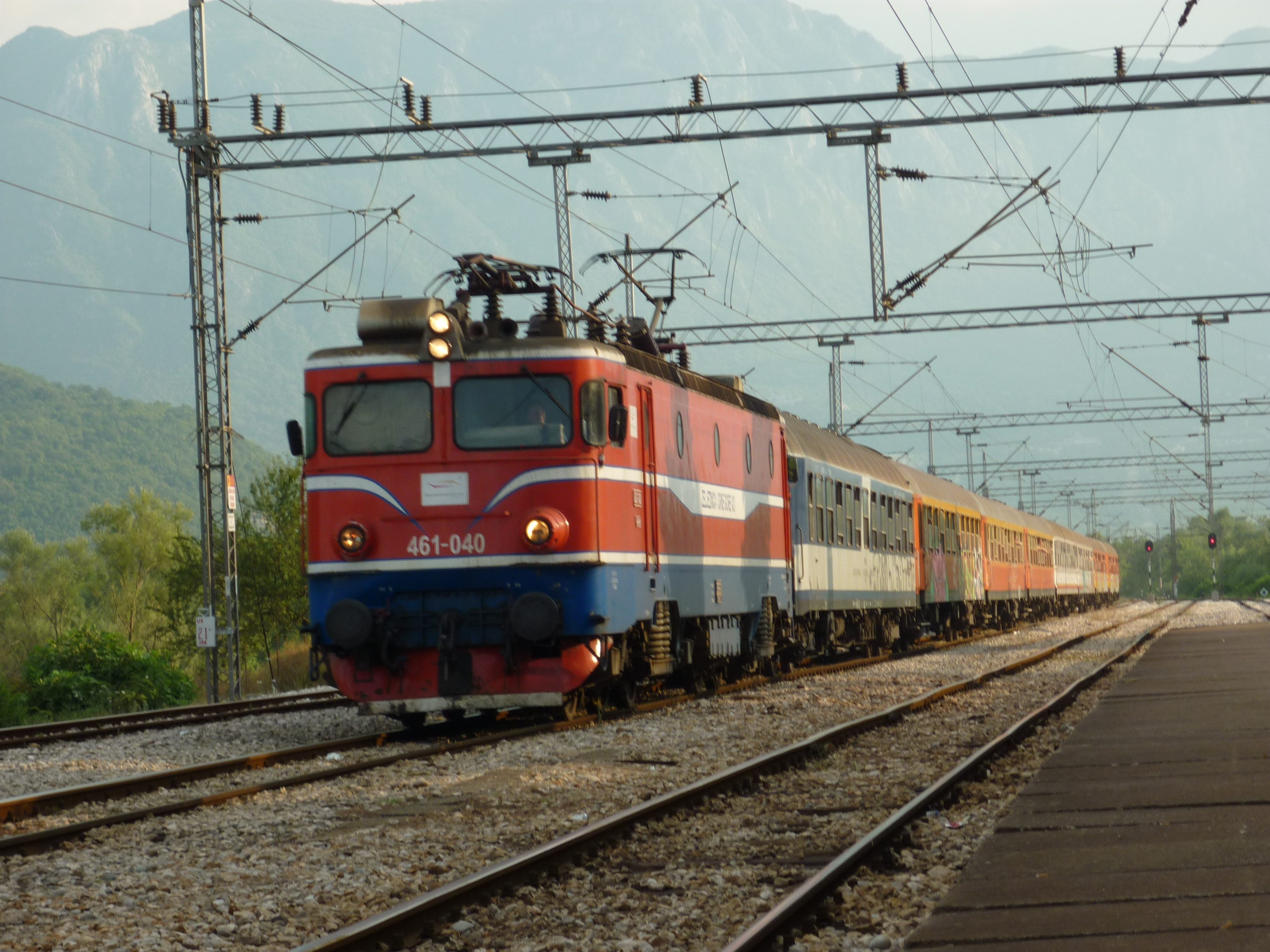
Nachtzug nach Beograd am Bahnhof Virpazar

| Bauart | Wagennummer              | Hersteller               | Baujahr(e) | Rekonstruktionsjahr | Wagenklasse         | Höchstgeschwindigkeit | Anzahl in Betrieb | Ausstattung & Besonderheiten                                      |
| ------ | ------------------------ | ------------------------ | ---------- | ------------------- | ------------------- | --------------------- | ----------------- | ----------------------------------------------------------------- |
| B      | 50 62 29-05, 50 62 29-10 | GOŠA Smederevska Palanka | 1964–1988  | 2009 in Ptuj        | 2. Klasse           | 120 km/h              | 9                 | 9 6-Sitz Abteile, von JŽ übernommen                               |
| Salon  | 50 62 86-69              | TVT Boris Kidrič Maribor |            |                     | Sonderreisezugwagen |                       | 1                 | Schlafabteile, Dusche, Buffet, ehem. Wagen von Titos blauem Zug   |
| WR     | 51 62 87-76              | Želvoz Smederevo         |            | 1994 durch GOŠA     | Speisewagen         | 120 km/h              | 1                 | 32 Plätze, von JŽ übernommen                                      |
| Aeelm  | 61 62 10-70              | TŽV Gredelj Zagreb       | 1987       | 2009 durch GOŠA     | 1. Klasse           | 160 km/h              | 4                 | 10 6-Sitz Abteile, Klimaanlage                                    |
| Beelm  | 61 62 20-70              | TŽV Gredelj Zagreb       | 1987       | 2009 GOŠA           | 2. Klasse           | 160 km/h              | 6                 | 10 6-Sitz Abteile, Klimaanlage                                    |
| WLABm  | 50 62 72-10              | Fiat Torino              | 1973       |                     | Schlafwagen         | 120 km/h              | 10                | insgesamt 33 Betten Deluxe Abteil vorhanden, von SNCB übernommen  |
| DDm    | 50 62 98-10              |                          |            |                     | Autoreisezugwagen   | 120 km/h              | 9                 | Platz für 10 Fahrzeuge, von SNCB übernommen                       |
| Bcm    | 50 62 50-05, 50 62 50-27 |                          |            |                     | Liegewagen          | 120 km/h              | 9                 | insgesamt 60 Betten, von JŽ übernommen, ursprünglich Wagen der DB |